# Vasabanan
Vasabanan är en del av huvudbanan i det finländska järnvägsnätet och sträcker sig från Seinäjoki till Vasa och fortsätter ut till hamnen på Vasklot. Banan invigdes 1883.
Banan utnyttjas i huvudsak av Pendolino- och InterCity-tåg, ungefär 18 per dag. Av dem är de flesta direktförbindelser till Helsingfors. Under 1990-talet gick banan via nöjesparken Wasalandia och ända ut till hamnen, men nuförtiden är denna ände av banan mycket lite använd.
Vasabanan grundrenoverades på 1990-talet, så att den är nu tekniskt sett lämplig för högre farter. De talrika plankorsningarna begränsar dock hastigheten till 140 km/h. Elektrifiering utfördes under år 2011. Direkta Pendolinotåg till Helsingfors har införts efter det.
År 2016 slutade passagerartåg att stanna i Storkyro, Laihela och Ylistaro.

## Stationer

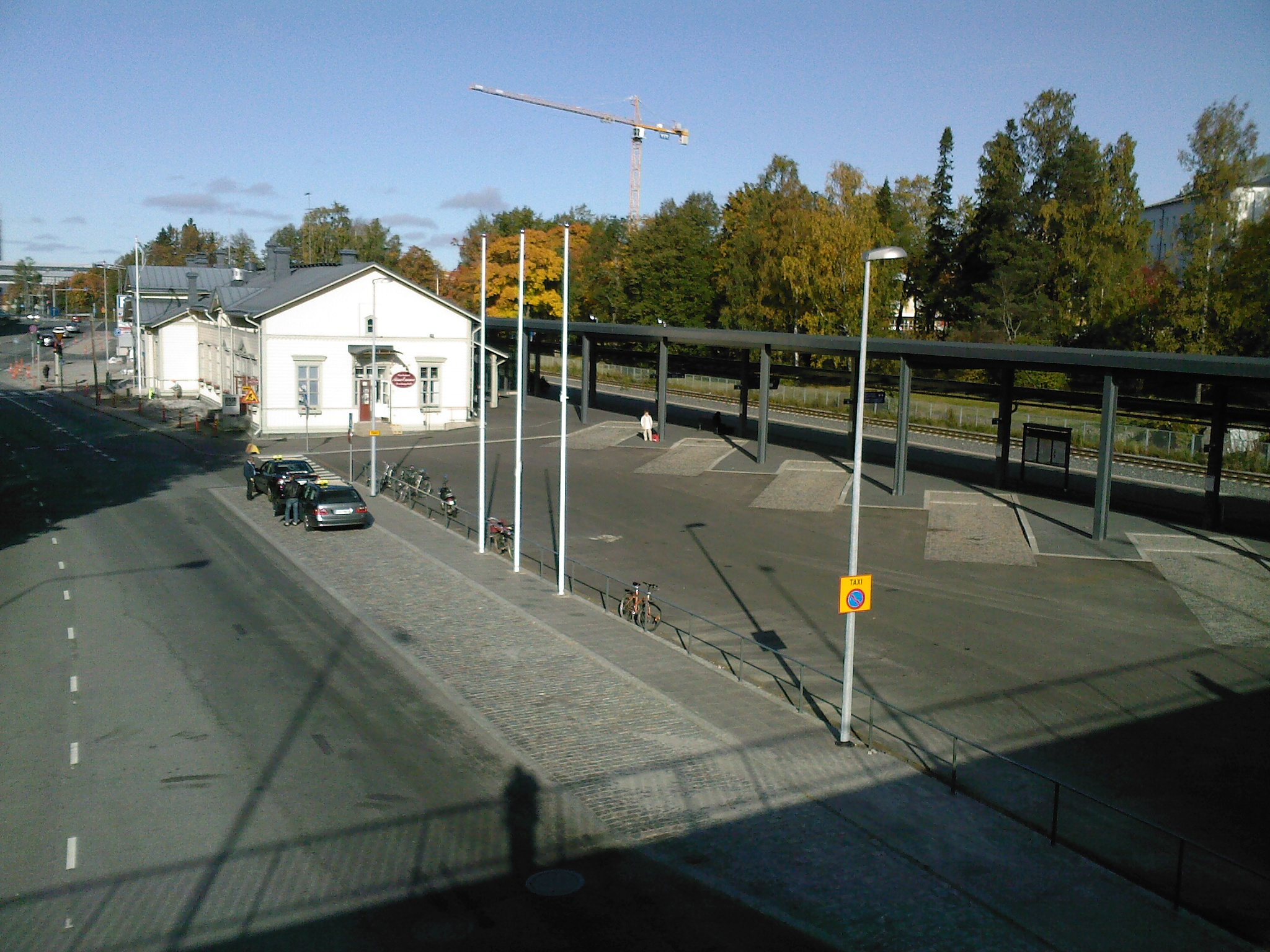
Vasa
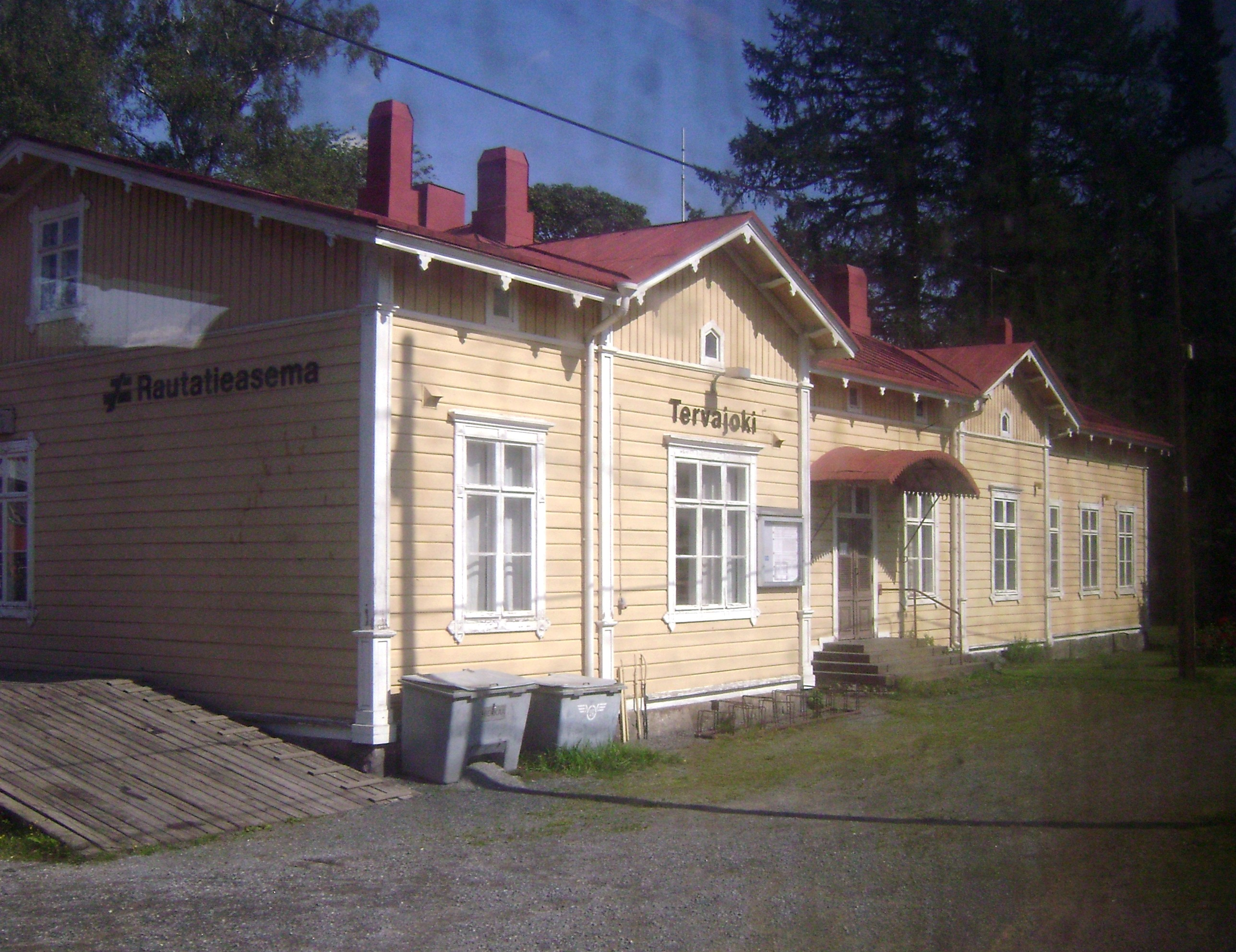
Tervajoki
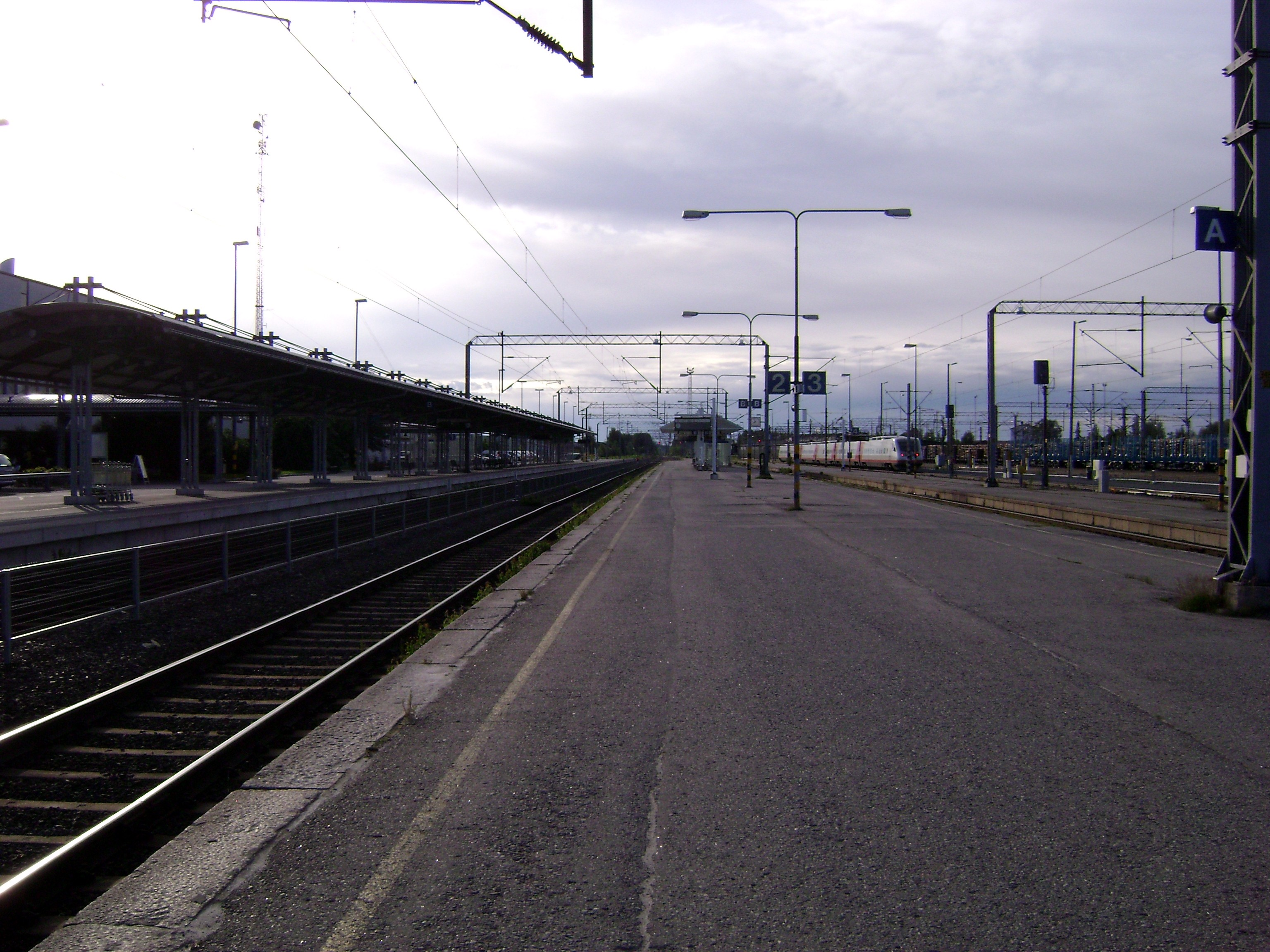
Seinäjoki